# Chichi yo haha yo!
Pour plus de détails, voir Fiche technique et Distribution.
Chichi yo haha yo! (父よ母よ!) est un film japonais réalisé par Keisuke Kinoshita, sorti en 1980.

## Synopsis
Un journaliste enquête sur de jeunes marginaux.

## Fiche technique
- Titre : Chichi yo haha yo!
- Titre original : 父よ母よ!
- Réalisation : Keisuke Kinoshita
- Scénario : Keisuke Kinoshita, d'après un livre de Shigeo Saitō (ja)
- Musique : Chūji Kinoshita (ja)
- Photographie : Masao Kosugi (ja)
- Décors : Shigemori Shigeta
- Montage : Yoshi Sugihara
- Production : Moritsune Saitō et Kunio Sawamura
- Société de production : Shōchiku
- Pays de production :  Japon
- Langue originale : japonais
- Format : couleur - 1,85:1
- Genre : Drame
- Durée : 132 minutes
- Dates de sortie : 
  - Japon : 20 septembre 1980[1]

## Distribution
- Gō Katō : le journaliste
- Junko Mihara : Takiko
- Tatsuya Okamoto : Yukio
- Tomoko Saitō : Orie
- Tomisaburō Wakayama : Asakawa Senjo
- Kaneko Iwasaki
- Kunitarō Kawarazaki
- Hiroyuki Nagato
- Seiya Nakano
- Tomoko Naraoka
- Takahiro Tamura
- Kazuko Yoshiyuki

## Distinctions
Sauf indication contraire, les informations mentionnées dans cette section peuvent être confirmées par la base de données cinématographiques IMDb,  présente dans la section « Liens externes ».

### Nominations
- 1981 : prix du meilleur film et prix du meilleur acteur dans un second rôle pour Takahiro Tamura (conjointement pour Haru kanaru sōro et La Tuile de Tenpyo) et pour Tomisaburō Wakayama aux Japan Academy Prizes[2]